# الیسابت چاوز
الیسابت چاوز (اسپانیایی: Elisabeth Chávez‎؛ زادهٔ ۱۷ نوامبر ۱۹۹۰) بازیکن هندبال اهل اسپانیا است.